# Кутзе, Джефф
Джефф Кутзе (африк. Jeff Coetzee; родился 25 апреля 1977 года в Окиепе, ЮАР) — южноафриканский теннисист и тренер; победитель шести турниров ATP в парном разряде.

## Общая информация
Отец — Уильям умер, когда Джеффу было 16 лет; мать — Мэри. У него четыре брата (одни умер в 2006 году) и две сестры.
Начал играть в теннис в девять лет.

## Спортивная карьера
Специализировался на играх в парном разряде. В одиночном разряде за карьеру максимально поднимался на 184-е место рейтинга. В Мировом туре впервые сыграл в 1997 году. В 1999 году в паре с Брентом Хайгартом дошёл до четвертьфинала на Открытом чемпионате США и впервые вошёл в топ-100 парного рейтинга. В 2000 году впервые сыграл сборную ЮАР в Кубке Дэвиса и всего за карьеру до 2009 года провёл 18 матчей (два в одиночном разряде) и из них победил в 13 парных встречах. В 2002 году Кутзе впервые выиграл титул в основном туре на турнире в Амерсфорте совместно с Крисом Хаггардом. В этом же году они сумели выиграть ещё один титул на турнире в Токио. Удачно для Джеффа и Криса сложилось начало 2003 года. На первом своём турнире сезона в Аделаиде они завоевали третий совместный титул в карьере. На Открытом чемпионате Австралии им удалось дойти до полуфинальной стадии.
Следующий титул победителя на турнире ATP Джеффу пришлось ждать четыре года. В начале 2007 года в паре с Рогиром Вассеном он выиграл в Окленде. С ним же в этом сезоне дошёл до четвертьфинала Открытого чемпионата Австралии и победил на турнире в Хертогенбосе. Самый удачным по выступлениям стал для Кутзе 2008 год. В паре с соотечественником Уэсли Муди он дошёл до полуфинала Открытого чемпионата Австралии. Вышел в финал на турнирах в Дохе и Париже, а также выиграл титул в Эшториле. Ещё два выхода в финал в 2008 году он добился в Марселе (с Ивом Аллегро) и в Ноттингеме (с Джейми Марреем). В ноябре Кутзе смог подняться на самую высокую в карьере — 12-ю позицию парного рейтинга и впервые выступить на Итоговом турнире ATP. После этого Кутзе выступал ещё три года и в 2011 году завершил карьеру теннисиста.

## Рейтинг на конец года
| Год  | Одиночный рейтинг | Парный рейтинг |
| 2011 |                   | 389            |
| 2010 |                   | 123            |
| 2009 |                   | 69             |
| 2008 |                   | 12             |
| 2007 |                   | 29             |
| 2006 |                   | 54             |
| 2005 |                   | 66             |
| 2004 | 1 119             | 62             |
| 2003 |                   | 61             |
| 2002 | 802               | 42             |
| 2001 | 450               | 134            |
| 2000 | 398               | 87             |
| 1999 | 222               | 79             |
| 1998 | 219               | 124            |
| 1997 | 436               | 275            |
| 1996 | 641               | 389            |

## Выступления на турнирах

### Финалы турнировATPв парном разряде (16)

#### Победы (6)
| Титулы                                 |
| -------------------------------------- |
| Турниры Большого шлема (0*)            |
| Итоговый турнир ATP (0)                |
| Турниры серии Мастерс (0)              |
| ATP Championship Series/ATP Gold (0+1) |
| ATP International series (0+5)         |

| Титулы по покрытиям | Титулы по месту проведения матчей турнира |
| ------------------- | ----------------------------------------- |
| Хард (0+3*)         | Зал (0)                                   |
| Грунт (0+2)         | Зал (0)                                   |
| Трава (0+1)         | Открытый воздух (0+6)                     |
| Ковёр (0)           | Открытый воздух (0+6)                     |

* количество побед в одиночном разряде + количество побед в парном разряде.
| №  | Дата           | Турнир                  | Покрытие | Партнёр      | Соперники в финале              | Счёт               |
| 1. | 21 июля 2002   | Амерсфорт, Нидерланды   | Грунт    | Крис Хаггард | Андре Са Алешандри Симони       | 7-6(1) 6-3         |
| 2. | 6 октября 2002 | Токио, Япония           | Хард     | Крис Хаггард | Ян-Майкл Гэмбилл Грейдон Оливер | 7-6(4) 6-4         |
| 3. | 5 января 2003  | Аделаида, Австралия     | Хард     | Крис Хаггард | Максим Мирный Джефф Моррисон    | 2-6 6-4 7-6(7)     |
| 4. | 14 января 2007 | Окленд, Новая Зеландия  | Хард     | Рогир Вассен | Симон Аспелин Крис Хаггард      | 6-7(9) 6-3 [10-2]  |
| 5. | 25 июня 2007   | Хертогенбос, Нидерланды | Трава    | Рогир Вассен | Мартин Дамм Леандер Паес        | 3-6 7-6(5) [12-10] |
| 6. | 20 апреля 2008 | Эшторил, Португалия     | Грунт    | Уэсли Муди   | Джейми Маррей Кевин Ульетт      | 6-2 4-6 [10-8]     |

#### Поражения (10)
| №   | Дата             | Турнир                    | Покрытие    | Партнёр           | Соперницы в финале            | Счёт           |
| 1.  | 28 июля 2002     | Сопот, Польша             | Грунт       | Натан Хили        | Леош Фридль Франтишек Чермак  | 5-7 5-7        |
| 2.  | 14 сентября 2003 | Бухарест, Румыния         | Грунт       | Симон Аспелин     | Карстен Браш Саргис Саргисян  | 6-7(7) 2-6     |
| 3.  | 22 февраля 2004  | Мемфис, США               | Хард (зал)  | Крис Хаггард      | Боб Брайан Майк Брайан        | 3-6 4-6        |
| 4.  | 7 марта 2004     | Скоттсдейл, США           | Хард        | Крис Хаггард      | Рик Лич Брайан Макфи          | 3-6 1-6        |
| 5.  | 30 октября 2005  | Лион, Франция             | Ковер (зал) | Рогир Вассен      | Микаэль Льодра Фабрис Санторо | 3-6 1-6        |
| 6.  | 16 июля 2006     | Ньюпорт, США              | Трава       | Джастин Гимелстоб | Роберт Кендрик Юрген Мельцер  | 6-7(3) 0-6     |
| 7.  | 4 января 2008    | Доха, Катар               | Хард        | Уэсли Муди        | Филипп Кольшрайбер Давид Шкох | 4-6 6-4 [9-11] |
| 8.  | 17 февраля 2008  | Марсель, Франция          | Хард (зал)  | Ив Аллегро        | Павел Визнер Мартин Дамм      | 6-7(0) 5-7     |
| 9.  | 16 июня 2008     | Ноттингем, Великобритания | Трава       | Джейми Маррей     | Бруно Соарес Кевин Ульетт     | 2-6 6-7(5)     |
| 10. | 2 ноября 2008    | Париж, Франция            | Хард        | Уэсли Муди        | Йонас Бьоркман Кевин Ульетт   | 2-6 2-6        |